# Kate Micucci

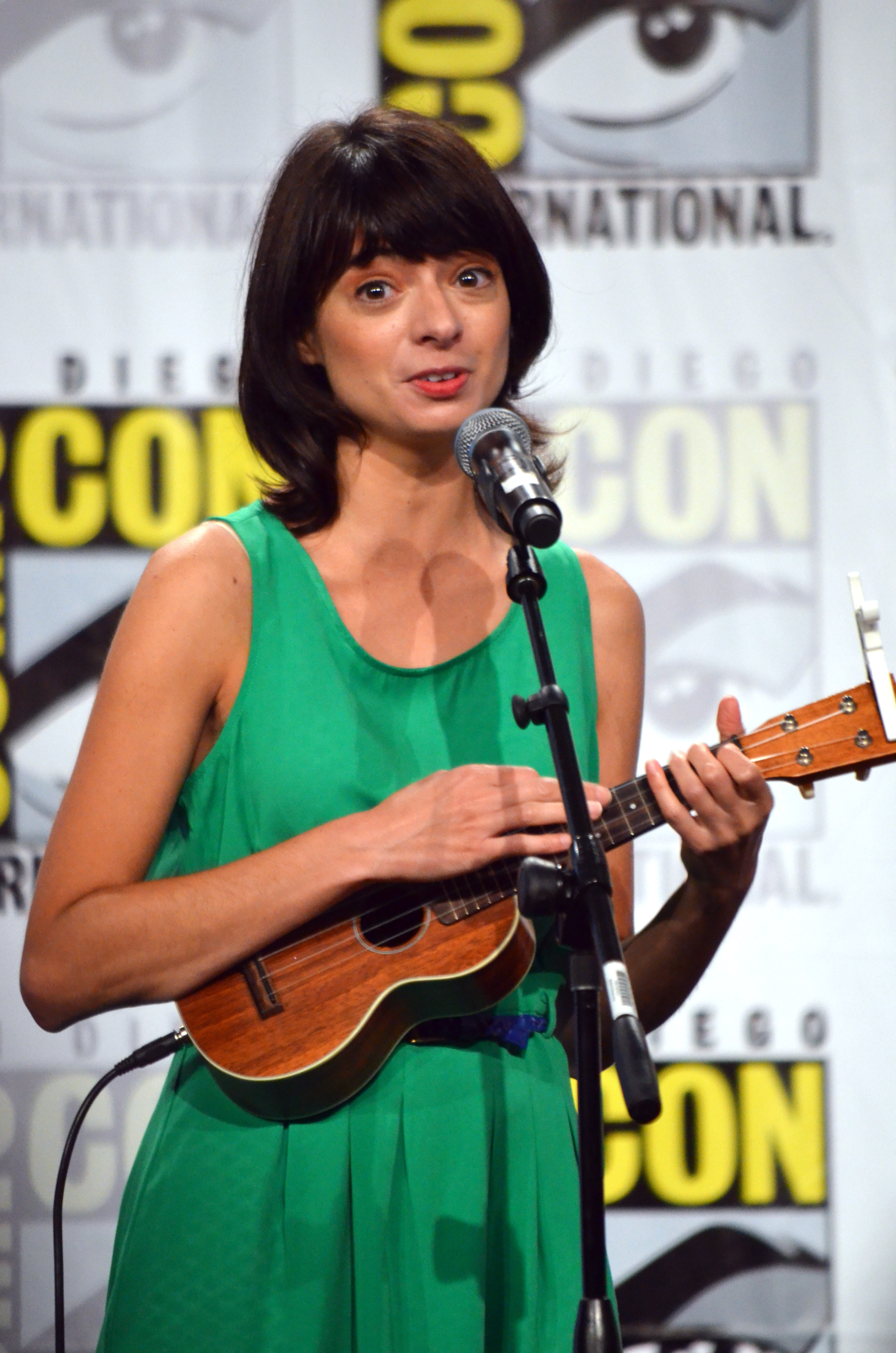
Kate Micucci, 2012

Kate Micucci (* 31. März 1980 in Jersey City, New Jersey) ist eine US-amerikanische Schauspielerin, Synchronsprecherin, Komikerin und Singer-Songwriterin.

## Privates
Kate Micucci wurde in New Jersey geboren und ist in Nazareth, Pennsylvania aufgewachsen, wo sie klassisches Klavierspiel erlernte. 1998 schloss sie die Highschool in Nazareth ab. Am Keystone College in La Plume erhielt sie 2003 den akademischen Grad Associate of Arts. Sie heiratete im Februar 2018 Jake Sinclair, mit dem sie Januar 2020 einen Sohn bekam. Sie leben in Los Angeles. Im Dezember 2023 gab sie bekannt, an Lungenkrebs erkrankt zu sein, der durch eine Operation erfolgreich entfernt werden konnte.
Ihr Bruder, Matt Micucci, ist ebenfalls Schauspieler.

## Schauspiel- und Musikkarriere

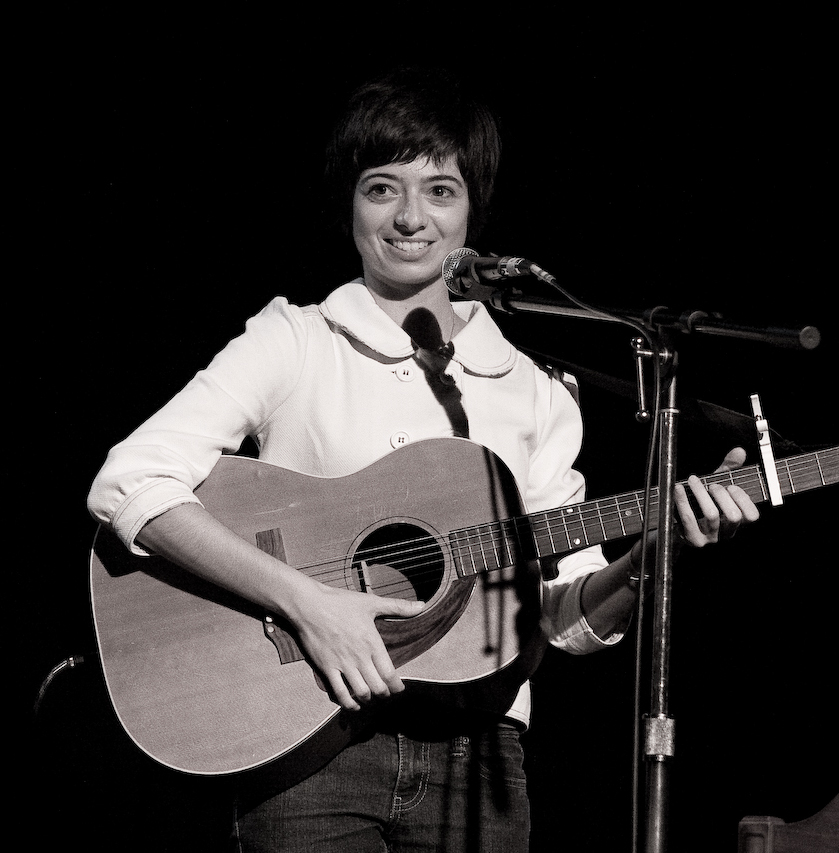
Kate Micucci bei einem Auftritt 2009

Micucci wurde in den USA vor allem als Oates im Duo Garfunkel & Oates bekannt, bei dem sie an der Seite ihrer langjährigen Freundin Riki Lindhome Ukulele spielt und singt.
Im Fernsehen tritt Micucci in zahlreichen Werbungen und Gastrollen wie zum Beispiel Malcolm mittendrin, How I Met Your Mother, Einfach Cory! (2 Folgen) oder Scrubs – Die Anfänger (4 Folgen) auf sowie in Hauptrollen wie beispielsweise in Ehe ist… in der sie ab der 11. Folge der vierten Staffel die Rolle der Tochter Ally Stark übernahm. In Folge 9 derselben Staffel hatte sie noch eine Kellnerin gespielt. Anschließend folgten weitere Fernsehauftritte. 2010 spielte Micucci eine Nebenrolle im Kinofilm When in Rome – Fünf Männer sind vier zu viel. In der Sitcom Raising Hope hatte sie von 2010 bis 2014 eine wiederkehrende Rolle als Shelly inne. In der Serie The Big Bang Theory spielte sie 2013 in der zweiten Hälfte der sechsten Staffel in sechs Folgen in einer wiederkehrenden Rolle Rajeshs Freundin Lucy. Zudem trat sie in zwei Teilen der New-Jersey-Filme von Kevin Smith auf.

## Filmografie (Auswahl)
- 2006: How I Met Your Mother (Folge 2x08)
- 2006: Malcolm mittendrin (Malcolm in the Middle, Folge 7x21)
- 2009: Rules of Engagement (Folge 3x06)
- 2009: Scrubs – Die Anfänger (Scrubs, 4 Folgen)
- 2010: Weeds – Kleine Deals unter Nachbarn (Weeds, Folge 6x06)
- 2010: Bored to Death (2 Folgen)
- 2010: Ehe ist… (Til Death, 12 Folgen)
- 2010: When in Rome – Fünf Männer sind vier zuviel (When in Rome)
- 2010–2014: Raising Hope (26 Folgen)
- 2011: Suburgatory (Folge 1x06)
- 2012: Psych (Folge 6x14)
- 2012–2013: Motorcity (16 Folgen, Stimme)
- 2013, 2017: The Big Bang Theory (8 Folgen)
- 2013–2019: Steven Universe (34 Folgen, Stimme)
- 2014: Rio 2 – Dschungelfieber (Rio 2, Stimme)
- 2014: Garfunkel and Oates (8 Folgen)
- 2015–2018: Nature Cat (25 Folgen, Stimme)
- 2016: Don’t Think Twice
- 2016: Unleashed - Liebe auf 4 Pfoten

- 2016–2017, 2019: Easy (3 Folgen)
- 2016–2019: Schlimmer geht’s immer mit Milo Murphy (Milo Murphy’s Law, 22 Folgen, Stimme)
- 2017: The Little Hours
- 2017: The LEGO Batman Movie (Stimme)
- 2017–2021: DuckTales (55 Folgen, Stimme)
- 2018: Show Dogs – Agenten auf vier Pfoten (Show Dogs, Stimme)
- 2018: Swedish Dicks (Fernsehserie, 1 Folge)
- 2019: The Last Laugh
- 2019: Jay and Silent Bob Reboot
- 2019: Mom (2 Folgen)
- 2020: I Used to Go Here
- 2021: Flora & Ulysses
- 2022: Clerks III
- 2022: Guillermo del Toro’s Cabinet of Curiosities (Folge 1x04 Das Äußere)